# Pilatus Peak
Der Pilatus Peak ist ein 982 m hoher Berg an der Davis-Küste des Grahamlands auf der Antarktischen Halbinsel. Er ragt unmittelbar südwestlich des Langley Peak aus dem westlichen Ende des Wright-Piedmont-Gletschers auf und ist der höchste Gipfel der Region.
Das UK Antarctic Place-Names Committee benannte ihn 2016. Namensgeber ist der Schweizer Flugzeughersteller Pilatus Aircraft, dessen Flugzeuge des Typs Pilatus PC-6 in den 1960er Jahren in Antarktika zum Einsatz kamen.